# Magelona phyllisae
Magelona phyllisae är en ringmaskart som beskrevs av Jones 1963. Magelona phyllisae ingår i släktet Magelona och familjen Magelonidae.
Artens utbredningsområde är Mexikanska golfen. Inga underarter finns listade i Catalogue of Life.